# DAF XF

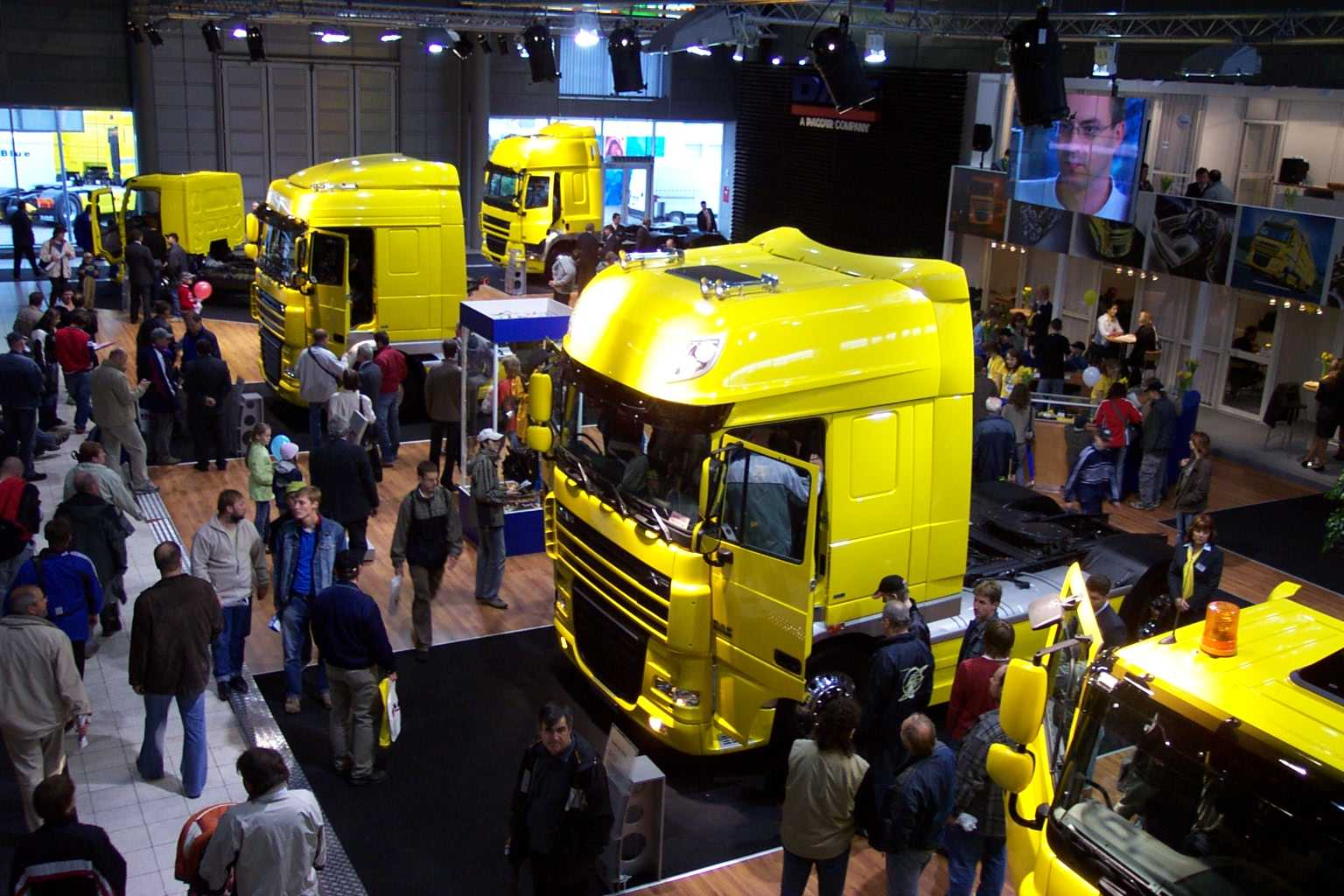
DAF XF's 95 en 105 op een autoshow in Brno

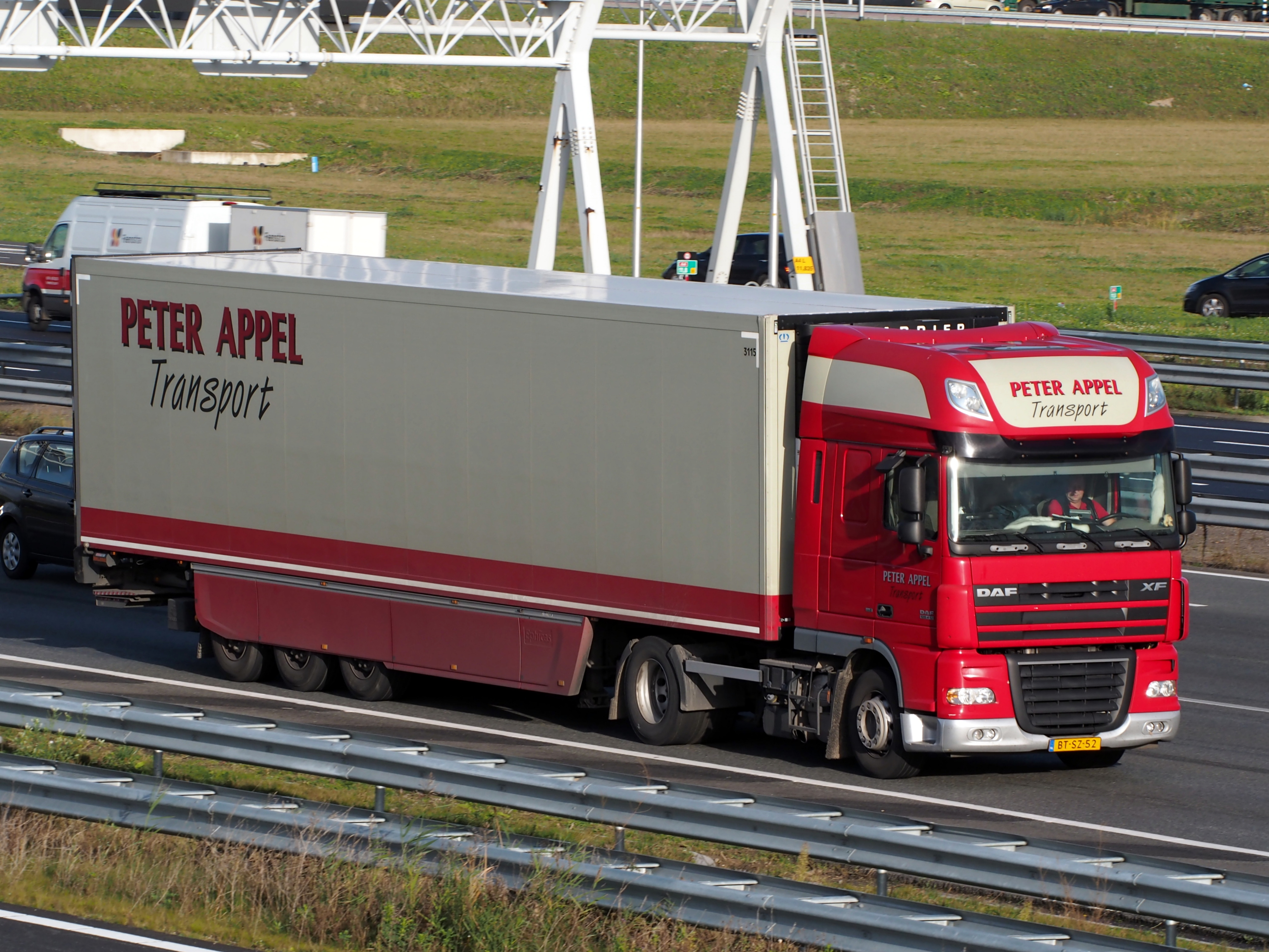
DAF XF met koeloplegger

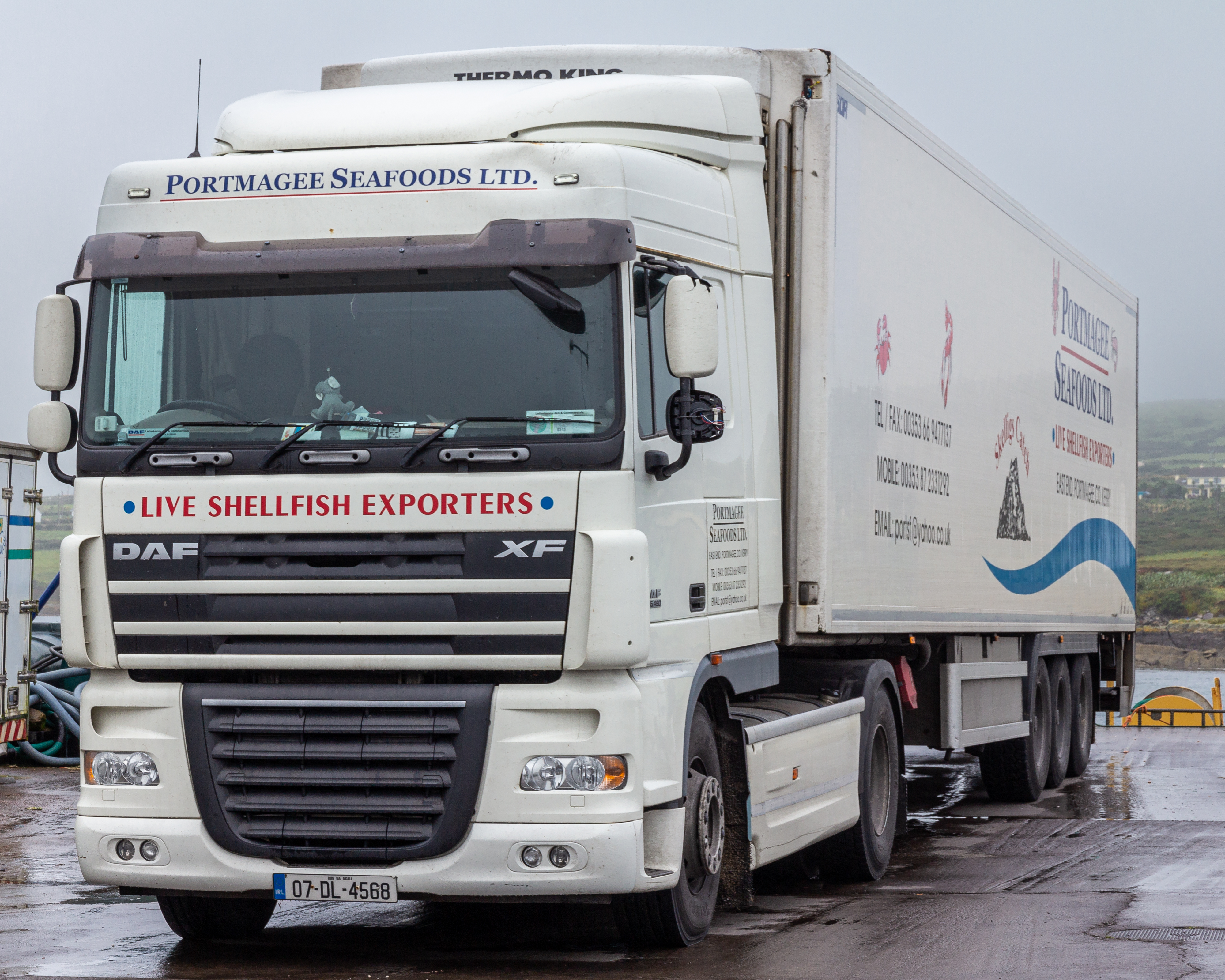
DAF XF 105.480 in Ierland

De DAF XF is een model vrachtauto van de Nederlandse vrachtwagenbouwer DAF. In 2002 werd de XF95 geïntroduceerd, vijf jaar na de introductie van de DAF 95 XF. in 2005 volgde de DAF XF105, en in 2012 de EURO-6 XF. De serie is feitelijk een doorontwikkeling van de oorspronkelijke DAF 95, die weer de opvolger was van de 2800/3300/3600-serie.

## XF95
DAF baseerde de XF95 uiterlijk voor een groot deel op de goed ontvangen 95 XF, er kwam een wat moderner front, maar intern was er veel veranderd. Dat was noodzakelijk om de concurrentie met MAN TGA en Mercedes-Benz Actros vrachtwagens aan te kunnen. De XF was na introductie leverbaar in vier vermogensklassen: 380 pk, 430 pk, 480 pk en 530 pk. Deze laatste vermogensvariant werd niet door DAF zelf ontwikkeld maar werd ingekocht bij Cummins.

## XF105
In 2005 werd de XF 105 geïntroduceerd op de Bedrijfswagen RAI. De XF105 was een volgende uitvoering in de DAF productielijn voor internationaal transport. In 2006 kreeg de vrachtwagen de prestigieuze titel International Truck of the Year.

## EURO-6 XF
Op de IAA 2012 werd in Hannover de opvolger van de 105, de EURO-6 XF, die vanaf 2013 werd geproduceerd. gepresenteerd. De wagen kreeg een nieuwe motor en een andere voorkant, het stijltje in de portierruit was verdwenen en koplampen waren voorzien van led-techniek.

### Facelift
In 2017 voorzag DAF de XF (en CF) van een forse update, waarbij efficiëntere motoren, versnellingsbakken en assen ingezet werden. Hiermee kreeg de vrachtwagen de prestigieuze titel International Truck of the Year.

## XF 2021
In 2021 werd tegelijkertijd met de volledig nieuwe DAF XG een nieuwe generatie XF gepresenteerd. Ook deze had een o.a. volledig nieuwe cabine

## Asconfiguratie
In de type aanduiding van de XF is op te maken hoe de asconfiguratie is.
- FT = trekker
- FTG = trekker met gestuurde voorloopas
- FTP = trekker met kleine voorloopas
- FA = 4X2-bakwagen
- FAR = 6X2-bakwagen met enkellucht naloopas
- FAS = 6X2-bakwagen met dubbellucht naloopas
- FAN = 6X2-bakwagen met enkellucht, gestuurde naloopas
- FAG = 6X2-bakwagen met enkellucht, gestuurde voorloopas
- FAT = 6X4-bakwagen met dubbel aangedreven, dubbellucht tandem